# Геракл в пещере Минотавра
«Геракл в пещере Минотавра» (англ. Hercules in the Maze of the Minotaur) — заключительный полнометражный фильм о Геракле, который стал пилотным к сериалу «Удивительные странствия Геракла». Режиссёр фильма Билл Л. Нортон, сценаристы Дэниэл Трули и Эндрю Деттманн. Продюсировали фильм Сэм Рэйми, Роберт Тейперт и др.

## Описание
Главную роль исполнил актёр Кевин Сорбо, который ещё 6 лет будет играть Геракла. Съемки фильма проходили в Новой Зеландии, премьера фильма была 19 ноября 1994 в США

## Сюжет
Много тысяч лет назад из бескрайнего хаоса родилась Земля и могучее небо. Начиналась эпоха мифов и легенд. Древние боги были мстительными и жестокими, они посылали роду человеческому тяжкие мучения,заботы и бесконечные страдания. Никто не осмеливался бросить вызов несправедливым богам, и тогда появился он, Геракл.
Его матерью была прекрасная смертная женщина Алкмена, а отцом - великий Зевс - громовержец. Геракл обладал невиданной силой. Силой, сравниться с которой могли лишь доброта его сердца и великодушие. Он странствовал по земле, сражаясь с приспешниками своей злобной мачехи Геры, всемогущей царицы Олимпа. Оскорбленная Гера решила отомстить за измену супруга и поклялась во что бы то ни стало убить Геракла.
И где бы ни появлялись силы зла, где бы ни страдали невинные, преодолевая все препятствия на своем пути, на помощь всегда приходил Геракл.
Двое молодых людей в поисках легкой наживы попадают в странное место, где, по их мнению, сокрыты богатства богов Олимпа. Однако, своими необдуманными действиями они выпускают на землю страшное чудовище, которое требует привести к нему Геракла...
А Геракл тем временем ведет хозяйство и пашет землю, ухаживая за домом и семьей. Он учит своих детей мирно решать свои проблемы и драться только в случае необходимости для защиты невинных. Однако, в его налаженной жизни все же не хватает того, что имело место раньше: недоставало подвигов, побед над чудищами и великанами, непредсказуемых приключений. Время от времени навещающий его отец Зевс напоминает сыну об этом. Да и сам герой постоянно вспоминает былые похождения, забываясь даже за семейным столом. Любящая жена Деянира видит состояние мужа и всячески старается его поддержать и отвлечь от неприятных мыслей.
Проезжая мимо по собственным хозяйским делам, Геракла навещает старинный друг и боевой соратник Иолай. Они с удовольствием вспоминают свои былые времена, когда сражались вместе спина к спине и побеждали любого неприятеля.
Но, похоже, судьба решает смилостивиться над двумя истосковавшимися по подвигам героями, и к Гераклу прибегает некий Данио из Алтурии, молящий помочь освободить его брата Эндия, попавшего в лапы невиданного чудовища. Поначалу герой не решается покинуть семью, но Деянира убеждает мужа не изменять самому себе и не отказывать в помощи страждущему.
Таким образом, Геракл с Иолаем отправляются в указанное гонцом место. Однако, в Алтурии никто из жителей даже и не слышал ни о каком чудовище, подняв на смех путников. Они, конечно, не могли знать, что в это самое время в подземном лабиринте лелеет свой план отмщения Зевсу злобное и коварное существо с внешностью рогатого зверя. Ведь именно верховный бог Олимпа сотни лет назад заточил его сюда, под землю, в этом чудовищном облике за совершенные им злодеяния. И теперь зверь готов отомстить, планируя погубить Геракла и нанеся тем самым его отцу смертельную рану.
А Геракл с Иолаем тем временем решают остановиться в деревне, чтобы выяснить, что здесь происходит. В трактире им приходится держать оборону против группы местных громил, считавших себя непобедимыми, правда, так было только до сих пор. Поэтому униженные своим поражением, задиры решают напасть ночью на спящих героев, чтобы отомстить им. Но странным образом они оказываются сами заколотыми посредине постоялого двора, и в их смерти напуганные и сбитые с толку жители обвиняют Геракла. Чтобы избежать ненужной потасовки с местным населением, Геракл с Иолаем пытаются скрыться, но разъяренная толпа загоняет друзей в тупик. Герой раз за разом взывает к разуму людей, и в этот момент в земле образуется воронка, в которую затягивает одного из нападавших, затем такая же оказывается под ногами у Иолая. Геракл не отпускает руку друга, но тот в конце концов тоже исчезает под землей. Тогда Геракл просит гонца Данио, позвавшего его сюда в своё время, отвести его к логову чудовища.
В дороге Геракла встречает Зевс и рассказывает сыну историю этого чудовища, который когда-то был красив как Адонис, но черен душой, за что царь богов обезобразил его, показав снаружи все то, что заполняло его душу внутри. Зевс не смог убить зверя в прошлом, и сейчас он просит сына сделать то, чего не смог когда-то делать сам.
И вот Геракл проникает в подземный лабиринт. С ним решаются идти ещё двое жителей деревни. Но для них путь заканчивается быстро и трагично. А герой, оказавшись затянутым в очередную воронку, попадает в странный зал с непонятными каменными наростами. И тут появляется хозяин, человек с головой быка. В его планы входит бросить к ногам Зевса голову Геракла и со своей армией захватить господство на земле и на Олимпе. В планы Геракла входит помешать злодею, посему между ними начинается битва. Но в момент, когда Геракл уже был готов нанести последний удар, минотавр признается, что является его братом и сыном Зевса. У героя пропадает желание сражаться с собственным братом, и вероломный зверь намеревается осуществить свой план, уничтожив Геракла и отца Зевса одним ударом. Чтобы заставить противника продолжать бой, минотавр достает из каменной ниши бесчувственного Иолая. Сердце его друга не выдерживает такого зрелища, Геракл атакует и мощным ударом отбрасывает зверя. Тот падает спиной на острый торчащий камень. Появляется Зевс и возвращает умирающему сыну его прежний облик, освобождая его заблудшую душу. Геракл тем временем приводит в чувства Иолая и освобождает остальных пленников погибшего чудовища. Все счастливы видеть пропавших соседей живыми и здоровыми.
Геракл с другом отправляются по домам, решая, что приключений для них пока будет достаточно, ведь дома героя ждут любящие жена и дети.

## В ролях
- Кевин Сорбо — Геракл
- Энтони Куинн — Зевс
- Тони Китэйн — Деянира
- Майкл Херст — Иолай
- Энтони Рэй Паркер — Минотавр
- Пол МакИвер — Эсон